# Straffarbete
Straffarbete är en straffrättslig påföljd där den dömde sätts i arbete, numera avskaffad i många länder och ersatt med påföljder som samhällstjänst. Historiskt har bilden av straffarbete förknippats med tunga arbetsuppgifter.
I Sverige, där det bland annat tillämpades mot spioner, avskaffades straffarbete definitivt då den nuvarande Brottsbalken trädde i kraft år 1965. Den fanns dock i 1864 års strafflag. I dag råder istället arbetsplikt för fängelsedömda. I Sverige jämställdes förr ett års straffarbete med två års fängelse.
Straffarbete i samband med internering i koncentrationsläger jämställes inte med av domstol utdömt straffarbete.